# Изотопы бора
Изото́пы бо́ра — разновидности атомов (и ядер) химического элемента бора, имеющие разное содержание нейтронов в ядре.
Природный бор состоит из двух стабильных изотопов, — бора-10 с концентрацией около 20 ат.% и остальное — бора-11. Соотношение этих двух изотопов варьируется в различных природных источниках в результате естественных природных процессов обогащения тем или иным изотопом. Усреднённые по разным природным источникам бора концентрации бора−10 и бора-11 составляют 19,97 ат.% и 80,17 ат.% соответственно с вариацией в пределах 18,929—20,386 и 79,614—81,071 ат.% соответственно.
Все остальные изотопы бора радиоактивны, самый долгоживущий из них — бор-8 с периодом полураспада 770 мс.

## Таблица изотопов бора
| Символ нуклида | Z(p)                | N(n)                | Масса изотопа (а. е. м.) | Период полураспада (T1/2)             | Канал распада           | Продукт распада | Спин и чётность ядра | Распространённость изотопа в природе | Диапазон изменения изотопной распространённости в природе |
| Символ нуклида | Энергия возбуждения | Энергия возбуждения | Энергия возбуждения      | Период полураспада (T1/2)             | Канал распада           | Продукт распада | Спин и чётность ядра | Распространённость изотопа в природе | Диапазон изменения изотопной распространённости в природе |
| -------------- | ------------------- | ------------------- | ------------------------ | ------------------------------------- | ----------------------- | --------------- | -------------------- | ------------------------------------ | --------------------------------------------------------- |
| 7 B            | 5                   | 2                   | 7,029 712 ± (27)         | (570 ± (14))⋅10−24 с [801 ± (20) кэВ] | p                       | 6 Be            | (3/2−)               |                                      |                                                           |
| 8 B            | 5                   | 3                   | 8,0 246 073 ± (11)       | 771,9 ± (9) мс                        | β+, α                   | 4 He            | 2+                   |                                      |                                                           |
| 8m B           | 10 624 ± (8) кэВ    | 10 624 ± (8) кэВ    | 10 624 ± (8) кэВ         |                                       |                         |                 | 0+                   |                                      |                                                           |
| 9 B            | 5                   | 4                   | 9,0 133 296 ± (10)       | (800 ± (300))⋅10−21 с                 | p                       | 8 Be            | 3/2−                 |                                      |                                                           |
| 10 B           | 5                   | 5                   | 10,012 936 862 ± (16)    | стабилен                              | стабилен                | стабилен        | 3+                   | [0,189, 0,204]                       |                                                           |
| 11 B           | 5                   | 6                   | 11,009 305 167 ± (13)    | стабилен                              | стабилен                | стабилен        | 3/2−                 | [0,796, 0,811]                       |                                                           |
| 11m B          | 12 560 ± (9) кэВ    | 12 560 ± (9) кэВ    | 12 560 ± (9) кэВ         |                                       |                         |                 | 1/2+, (3/2+)         |                                      |                                                           |
| 12 B           | 5                   | 7                   | 12,0 143 526 ± (14)      | 20,20 ± (2) мс                        | β− (99,40 ± (2)%)       | 12 C            | 1+                   |                                      |                                                           |
| 12 B           | 5                   | 7                   | 12,0 143 526 ± (14)      | 20,20 ± (2) мс                        | β−, α (0,60 ± (2)%)     | 8 Be            | 1+                   |                                      |                                                           |
| 13 B           | 5                   | 8                   | 13,0 177 800 ± (11)      | 17,16 ± (18) мс                       | β− (99,734 ± (36)%)     | 13 C            | 3/2−                 |                                      |                                                           |
| 13 B           | 5                   | 8                   | 13,0 177 800 ± (11)      | 17,16 ± (18) мс                       | β−, n (0,266 ± (36)%)   | 12 C            | 3/2−                 |                                      |                                                           |
| 14 B           | 5                   | 9                   | 14,025 404 ± (23)        | 12,36 ± (29) мс                       | β− (93,96 ± (23)%)      | 14 C            | 2−                   |                                      |                                                           |
| 14 B           | 5                   | 9                   | 14,025 404 ± (23)        | 12,36 ± (29) мс                       | β−, n (6,04 ± (23)%)    | 13 C            | 2−                   |                                      |                                                           |
| 14m B          | 17 065 ± (29) кэВ   | 17 065 ± (29) кэВ   | 17 065 ± (29) кэВ        | (4,15 ± (1,90))⋅10−21 с               |                         |                 | 0+                   |                                      |                                                           |
| 15 B           | 5                   | 10                  | 15,031 087 ± (23)        | 10,18 ± (35) мс                       | β−, n (> 98,7 ± (1,0)%) | 14 C            | 3/2−                 |                                      |                                                           |
| 15 B           | 5                   | 10                  | 15,031 087 ± (23)        | 10,18 ± (35) мс                       | β− (< 1,3%)             | 15 C            | 3/2−                 |                                      |                                                           |
| 15 B           | 5                   | 10                  | 15,031 087 ± (23)        | 10,18 ± (35) мс                       | β−, 2n (< 1,5%)         | 13 C            | 3/2−                 |                                      |                                                           |
| 16 B           | 5                   | 11                  | 16,039 841 ± (26)        | > 4,6⋅10−21 с                         | n                       | 15 B            | 0−                   |                                      |                                                           |
| 17 B           | 5                   | 12                  | 17,04 693 ± (22)         | 5,08 ± (5) мс                         | β−, n (63 ± (1)%)       | 16 C            | (3/2−)               |                                      |                                                           |
| 17 B           | 5                   | 12                  | 17,04 693 ± (22)         | 5,08 ± (5) мс                         | β− (21,1 ± (2,4)%)      | 17 C            | (3/2−)               |                                      |                                                           |
| 17 B           | 5                   | 12                  | 17,04 693 ± (22)         | 5,08 ± (5) мс                         | β−, 2n (12 ± (2)%)      | 15 C            | (3/2−)               |                                      |                                                           |
| 17 B           | 5                   | 12                  | 17,04 693 ± (22)         | 5,08 ± (5) мс                         | β−, 3n (3,5 ± (7)%)     | 14 C            | (3/2−)               |                                      |                                                           |
| 17 B           | 5                   | 12                  | 17,04 693 ± (22)         | 5,08 ± (5) мс                         | β−, 4n (0,4 ± (3)%)     | 13 C            | (3/2−)               |                                      |                                                           |
| 18 B           | 5                   | 13                  | 18,05 560 ± (22)         | < 26 нс                               | n                       | 17 B            | (2−)                 |                                      |                                                           |
| 19 B           | 5                   | 14                  | 19,06 417 ± (56)         | 2,92 ± (13) мс                        | β−, n (71 ± (9)%)       | 18 C            | (3/2−)               |                                      |                                                           |
| 19 B           | 5                   | 14                  | 19,06 417 ± (56)         | 2,92 ± (13) мс                        | β−, 2n (17 ± (5)%)      | 17 C            | (3/2−)               |                                      |                                                           |
| 19 B           | 5                   | 14                  | 19,06 417 ± (56)         | 2,92 ± (13) мс                        | β−, 3n (< 9,1%)         | 16 C            | (3/2−)               |                                      |                                                           |
| 19 B           | 5                   | 14                  | 19,06 417 ± (56)         | 2,92 ± (13) мс                        | β− (> 2,9%)             | 19 C            | (3/2−)               |                                      |                                                           |
| 20 B           | 5                   | 15                  | 20,07 451 ± (59)         | > 912,4⋅10−24 с                       | n                       | 19 B            | (1−, 2−)             |                                      |                                                           |
| 21 B           | 5                   | 16                  | 21,08 415 ± (60)         | > 760⋅10−24 с                         | 2n                      | 19 B            | (3/2−)               |                                      |                                                           |

### Пояснения к таблице
- Распространённость изотопов приведена для большинства природных образцов. Для других источников значения могут сильно отличаться.

- Индексами 'm', 'n', 'p' (рядом с символом) обозначены возбужденные изомерные состояния нуклида.

- Символами, выделенными жирным шрифтом, обозначены стабильные продукты распада. Символами, выделенными жирным курсивом, обозначены радиоактивные продукты распада, имеющие периоды полураспада, сравнимые с возрастом Земли или превосходящие его и вследствие этого присутствующие в природной смеси.

- Значения, помеченные решёткой (#), получены не из одних лишь экспериментальных данных, а (хотя бы частично) оценены из систематических трендов у соседних нуклидов (с такими же соотношениями Z и N). Неуверенно определённые значения спина и/или чётности заключены в скобки.

- Погрешность приводится в виде числа в скобках, выраженного в единицах последней значащей цифры, означает одно стандартное отклонение (за исключением распространённости и стандартной атомной массы изотопа по данным ИЮПАК, для которых используется более сложное определение погрешности). Примеры: 29770,6(5) означает 29770,6 ± 0,5; 21,48(15) означает 21,48 ± 0,15; −2200,2(18) означает −2200,2 ± 1,8.

## Применение

Сечения захвата нейтрона, барн, у изотопов ^{10}В (красная линия) и ^{11}В (синяя линия) в зависимости от энергии нейтрона, эВ

Бор-10 имеет очень высокое сечение захвата тепловых нейтронов, равное 3837 барн (для большинства изотопов других элементов это сечение близко к единицам или долям барна), причём при захвате нейтрона образуется возбуждённое ядро бора-11 (11B*) сразу распадающееся на два стабильных ядра (альфа-частицу и ядро лития-7), эти ядра очень быстро тормозятся в среде, а проникающая радиация (гамма-излучение и нейтроны) при этом отсутствуют, в отличие от аналогичных реакций захвата нейтронов другими изотопами:
{\displaystyle {\ce {^{10}B+n->^{11}{B^{\ast }}->^{4}{He}+^{7}{Li}}}} + 2,31 МэВ.
Поэтому 10В в составе раствора борной кислоты и других химических соединений, например, карбида бора применяется в атомных реакторах для регулирования реактивности, а также для биологической защиты персонала от тепловых нейтронов. Для повышения эффективности поглощения нейтронов бор, применяемый в реакторах, иногда специально обогащают изотопом бор-10.
Кроме того, соединения бора применяются в нейтрон-захватной терапии некоторых видов рака мозга, пробег ионизирующих быстрых ядер гелия-4 и лития-7 в тканях организма очень мал и поэтому при этом не поражаются ионизирующим излучением здоровые ткани.
Газообразное химическое соединение бора BF3 используется в качестве рабочей среды в ионизационных камерах детекторов тепловых нейтронов.
В 2015 году в опубликованной в журнале Science статье было предложено применить измерение соотношения изотопов бора в древних осадочных породах позднего пермского периода и начала триасового периодов для определения изменения кислотности воды (pH) палеоокеанов в те эпохи, для объяснения возможных причин массового пермского вымирания в основном водных организмов, вызванное, вероятно, глобальным усилением вулканической деятельности, сопровождающейся выбросом углекислого газа в атмосферу. Этот метод определения кислотности древних океанов, по-видимому, более точен, чем ранее применявшийся метод определения кислотности по соотношению изотопов кальция и изотопов углерода.